# Robert Chauvin
Pour les articles homonymes, voir Chauvin.
Robert Chauvin (1920-1942) est un aviateur français de la Seconde Guerre mondiale. Français libre, il rejoignit les Forces aériennes françaises libres en juillet 1940 et fut porté disparu en mission le 31 août 1942.

## Biographie

### Envol d'un futur pilote
Fils d'un pilote de l'aéroclub messin, Robert Chauvin naît à Metz, le 9 juillet 1920 peu après la rétrocession de la Moselle à la France. Breveté pilote civil à 16 ans, par dérogation du ministère de l'Air, Robert Chauvin s'engage en avril 1938 dans l'Armée de l'air française. Affecté au bataillon de l'Air 105 de Lyon, il est envoyé à l'École de Pilotage de l'Aviation Populaire d'Ambérieu-en-Bugey. Robert Chauvin est breveté pilote militaire le 3 juillet 1939, à la veille de la guerre.

### Seconde Guerre mondiale
Sélectionné pour la chasse, Chauvin fait un stage de perfectionnement à Étampes. Affecté en décembre 1939, comme sous-officier, au centre d'instruction du bombardement à Marrakech, il effectue plusieurs missions de reconnaissance en Tunisie. Affecté en juin à la base aérienne de Blida, il décide de rejoindre l'Angleterre, où il arrive le 12 juillet 1940.
Il s'engage immédiatement dans les Forces aériennes françaises libres. Affecté à l'Operational Training Unit 6 de Sutton Bridge, Chauvin est promu sergent-chef en mars 1941. Le 9 juin 1941, il est affecté au Squadron 248, basé à Bircham Newton (à 200 km au NNE de Londres) où il effectue des missions de surveillance côtière et de reconnaissance. Promu sous-lieutenant en septembre 1941, Robert Chauvin est affecté à l' Oversea Air Depatch Unit. Il livre alors des appareils sur l'île de Malte et participe, en octobre 1941, à des opérations avec le Squadron 272.
De retour dans son escadrille, il participe aux missions sur la Norvège, notamment à l'attaque du cuirassé Prinz Eugen, le 12 mai 1942, et au repérage du cuirassé Tirpitz, le 26 mai 1942. Après une nouvelle mission sur l'île de Malte, il est affecté au Squadron 236 fin août 1942. Parti en mission de reconnaissance d'un convoi naval au large de l'île de Texel aux Pays-Bas sur un Bristol Beaufighter, Robert Chauvin est porté disparu le 31 août 1942. 
Le 9 septembre 1942, il fut cité à l'ordre de l'Armée de l'air.

## Distinctions
- Chevalier de la Légion d'honneur
- Croix de guerre 1939–1945 avec palme
- Citation à l'ordre de l'Armée de l'air, le 9 septembre 1942

## Sources
- Fiche biographique sur francaislibres.net
- Biographie et états de service sur cieldegloire.com